# ツェル・ウンター・アイヒェルベルク
ツェル・ウンター・アイヒェルベルク (ドイツ語: Zell unter Aichelberg、省略形: Zell u. A.) は、ドイツ連邦共和国バーデン＝ヴュルテンベルク州シュトゥットガルト行政管区のゲッピンゲン郡に属す町村（以下、本項では便宜上「町」と記述する）である。この町は、シュヴェービシェ・アルプの麓に位置し、レギオン・シュトゥットガルト（シュトゥットガルト地方、1992年まではネッカー川中流地域）およびシュトゥットガルト欧州大都市圏に含まれる。

## 地理

### 位置
シュトゥットガルトとウルムとの間、ゲッピンゲン郡の西端に位置するツェル・ウンター・アイヒェルベルクは、シュヴェービシェ・アルプの間近にあり、数多くの果樹園に囲まれている。

### 隣接する市町村
隣接する市町村は、ハッテンホーフェン、ゲッピンゲン＝ベツゲンリート、バート・ボル、アイヒェルベルク（以上、ゲッピンゲン郡）、オームデン、ホルツマーデン（両者はエスリンゲン郡）である。

### 地学
ツェルは隣接する市町村と同様に、地学史上は前期ジュラ紀に属すポジトニエンシーファーの上に位置している。この町のプリエンスバッハ地区は、前期ジュラ紀を細分した区分名プリンスバッキアンの由来となった。前期ジュラ紀の化石出土品はホルツマーデンの原始博物館で観ることができる。この町は1979年に発足したホルツマーデン化石採掘保護区の一部である。
プリエンスバッハ地区の北側を地名の由来となったプリエンスバッハ川が流れている。この川はブッツバッハ川に合流する。この2つの川ではプリエンスバッハ川の方が大きな川であるにもかかわらず、通例に反して、これ以後はブッツバッハ川と呼ばれる。この川はウーヒンゲン近郊でフィルス川に注いでいる。この他の小さな川にギースバッハ川やツェラー・バッハ川がある。

### 自治体の構成
この町は、ツェル・ウンター・アイヒェルベルク、小集落プリエンスバッハとエルレンヴァーゼン農場からなる。

### 土地利用
| 用途                 | 面積 (ha) | 占有率 (%) |
| -------------------- | --------- | ---------- |
| 住宅地               | 54        | 8.4        |
| 商工業地             | 31        | 4.9        |
| レクリエーション用地 | 7         | 1.2        |
| その他市街地         | 23        | 3.6        |
| 交通用地             | 56        | 8.8        |
| 農業用地             | 394       | 61.7       |
| 森林                 | 66        | 10.4       |
| 水域                 | 6         | 1.0        |
| その他               | 2         | 0.3        |
| 合計                 | 639       | 100        |

2022年現在の州統計局のデータに基づく。

## 歴史

### 中世
1108年の Castellum Cella がこの集落の文献記録であるか否かは、議論の余地がある。他にシュヴァルツヴァルトのライヒェンバッハ修道院の1140年の寄進録に記された Cella bei Kirchheim をこの集落の最初の文献記録としている資料もある。アイヒェルベルク伯の所領売却によりツェルは1334年にウルリヒ3世治下のヴュルテンベルク伯領となった。
プリエンスバッハは1452年にヴュルテンベルク領となった。ツェルは1466年にゲッピンゲンとともに大部分がバイエルン公の所領となったが、早くも1475年には再びヴュルテンベルク領となっている。
15世紀に、ツェル、プリエンスバッハ、アイヒェルベルク、エックヴェルデンを管轄する下級裁判権を有する行政共同体ツェラー・シュタープが形成された。

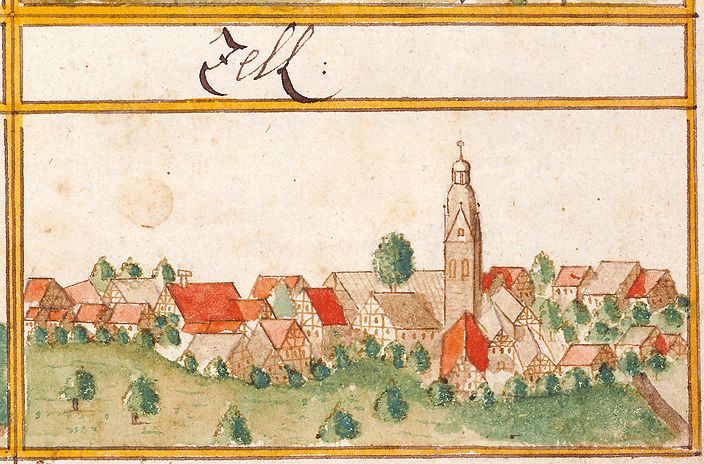
1683年にアンドレアス・キーザーの森林簿に描かれたツェル・ウンター・アイヒェルベルク

### 近世以後
1519年にウルリヒ公とシュヴァーベン同盟との間で紛争が起こり、その結果この町は大きな被害を受けた。シュヴァーベン同盟軍はツェルで57軒、プリエンスバッハで14軒の建物を破壊した。ツェルでは3人の住民が刺された。
1628年にペストがツェラー・シュタープに達し、ツェル、プリエンスバッハ、アイヒェルベルク、エックヴェルデンで200人近くが亡くなった。
1806年のヴュルテンベルク王国建国による政治制度の改革で、ツェルはオーバーアムト・キルヒハイムに編入された。1878年にアイヒェルベルクが分離された。ヴュルテンベルクにおけるナチ時代初期の1933年4月1日にエックヴェルデンが分離されてボルと統合された。ツェルは1938年にゲッピンゲン郡に編入された。第二次世界大戦後ツェルは、1945年にアメリカ占領地区に創設されたヴュルテンベルク＝バーデン州に属した。この州は1952年にバーデン＝ヴュルテンベルク州となった。
ツェルは2008年に創設900周年を祝った。

## 住民

### 宗教
ツェル住民の約 2/3 が福音主義、約 1/3 がカトリックを信仰している。
ツェル＝アイヒェルベルク福音主義教会にはツェル・ウンター・アイヒェルベルクとアイヒェルベルクが含まれ、1976年1月1日からゲッピンゲン教会管区に属している。それ以前はキルヒハイム・ウンター・テック教会管区に属した。
カトリック教徒はヴァイルハイム・アン・デア・テックの聖フランツィスクス教会に属し、したがってエスリンゲン＝ニュルティンゲン首席司祭区の司牧管轄下にある。

### 人口推移
出典: 1970年以降のデータはバーデン＝ヴュルテンベルク州統計局の数値に基づく。
| 時期           | 人口（人） |
| -------------- | ---------- |
| 1837年         | 0721       |
| 1907年         | 0970       |
| 1939年05月17日 | 0661       |
| 1950年09月13日 | 1007       |
| 1970年05月27日 | 1434       |
| 1983年12月31日 | 2176       |
| 1987年05月25日 | 2363       |
| 1991年12月31日 | 2577       |
| 1995年12月31日 | 2865       |
| 2005年12月31日 | 2973       |
| 2010年12月31日 | 3028       |
| 2015年12月31日 | 3087       |
| 2020年12月31日 | 3162       |

## 行政

### 議会
ツェルの町議会は12議席からなる。議会は、選出されたこれらの名誉職の議員と、議長を務める町長で構成される。町長は町議会において投票権を有している。

### 首長
- 1945年 - 1948年: 数名の委託指名された町長
- 1948年 - 1955年: P. H. フレヒトナー
- 1955年 - 1987年: ゲルハルト・シュヴェクラー
- 1987年 - 2019年: ヴェルナー・リンク
- 2019年 - : クリストファー・フリーク

ツェルの幟旗

### 紋章
図柄: 頂部は金地に横たわる黒いシカの角。その下の主部は赤地に鎧を着けた金の左腕。
19世紀初めから、斜め十字に組み合わされた2本の広葉樹の枝の上にZの文字を配した、枠のない町長印が用いられていた。Zの文字は1930年にも行政印に用いられていた。1931年に現在の紋章が行政印に登場した。単純化のために剣が省略された左腕は、地元貴族のツェル家を表している。シカの角は、この町が14世紀からヴュルテンベルク領であったことを意味している。この紋章には配色の規定がなかったため、1949年に色が選択された。紋章と旗は1959年2月19日に内務省によって認可された。旗の色は黄 - 赤である。

### 姉妹自治体
- フリーデルスドルフ（ドイツ、ザクセン＝アンハルト州ムルデシュタウゼー（ドイツ語版、英語版）の市区）1997年

## 経済と社会資本
幼稚園、町民ホール、消防署、基礎課程・本課程学校、墓地といった公共の施設はいずれも町の中心部に存在する。

### 交通
この町は、州道1214/1215号線および郡道1421号線によって町外への道路網に接続している。連邦アウトバーン8号線のアイヒェルベルク・インターチェンジは町の中心部から 3 km に位置している。

### 地元企業
マルガレーテ・オストハイマーによって設立された木製玩具メーカーのマルガレーテ・オストハイマー GmbH は、ハンドメイドの木製人形や木製の動物玩具を製造しており、その製品は全世界で販売されている。
主に南ドイツで営業している理容・美容フランチャイズチェーンのヴェリー・フリゾイルベトリーベ GmbH はツェルに本社を置いている。

## 文化と見所

### 見所

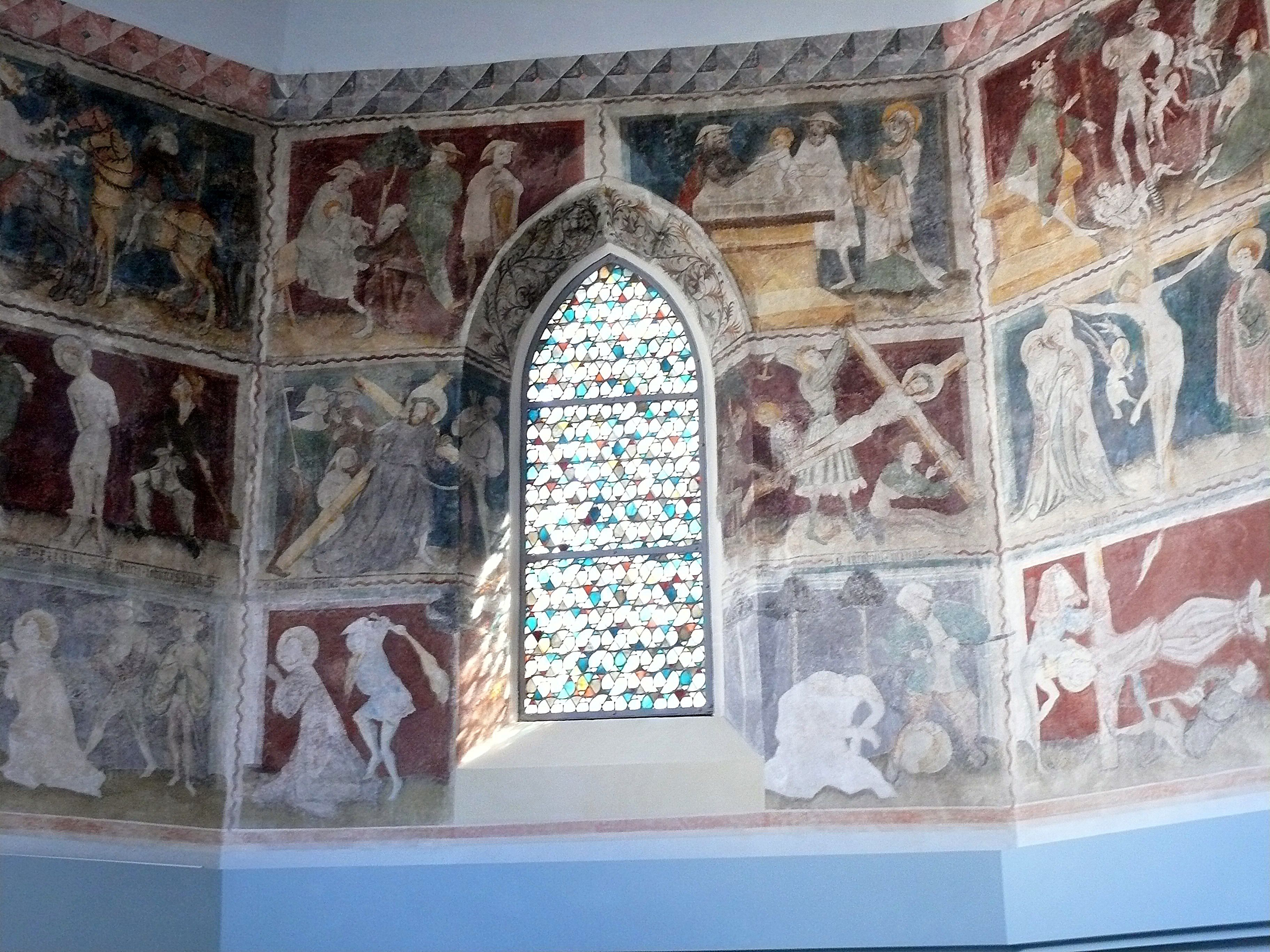
聖マルティンス教会の壁画

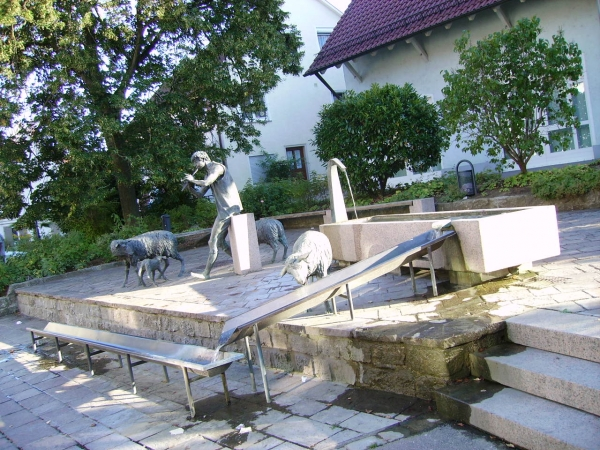
シェーファーブルネン

- 町の中心に福音主義マルティンス教会がある[7]。この教会名はマルティン・ルターにちなんだものである。現在の教会の主要部は1386年に建設された。1667年に落雷に遭った後、マルティンス教会の塔は特徴的な屋根を戴いている。内部は、1907年に北壁と内陣から壁画が発見された。これらは15世紀前半に描かれた。波模様の帯で区切られた3つの部分に分けられた壁画のテーマは、
  - 最後の審判（北壁、中央の窓の左右）
  - 聖骸布を持つヴェロニカ（北壁、左下）
  - イエスの幼少期の物語（上段、北壁のマリアの受胎告知から始まり、内陣の壁に続きエジプトへの逃避で終わる）
  - 受難（内陣の壁中段、オリーブ山の情景から始まり埋葬で終わる）
  - 使徒の殉教（下段、北壁の煮えたぎる油の中のヨハネに始まり、内陣右側のアンドレアスの磔刑で終わる）
  - このフレスコの中の内陣のステンドグラスは、1963年にヴォルフ＝ディーター・コーラーによって意図的に非具象的に創られた。
- 自治体と住民の多大な尽力によりこの町は、1994年の州のコンテスト「Unser Dorf soll schöner」（直訳: 我らの町は美しくなる）で行政管区レベルで1位となった。1年後には州レベルで金メダルを獲得した。この成果の決定的な要因の一つが、町が愛情を込めて外観をデザインした町の中心部の近代化であったことは間違いない。
- 近年ランドマークとなっているのが、町の中心部、町役場の向かいにあるシェーファーブルネン（羊飼いの泉）である。
- 町役場内には、1974年から1993年までツェルに住んだ画家マルグレート・ホーフハインツ＝デーリングの絵画が常設展示されている。屋根裏に彼女に捧げられた記念室がある。

### 自然文化財
町の南西部に、州道1214号線と並行してモーストビルネ（シードルに使われるナシの一種）の学習路がある。全長約 500 m のこの小径は1998年から2003年に整備され、様々な種類のモーストビルネを紹介している。

### スポーツ
TSG ツェレは、1949年に設立された、この町最大のクラブで、約600人が所属している。合唱、体操、ファウストボール、チェス、サッカー部門がある。
卓球クラブ・ツェル・ウンター・アイヒェルベルク e.V.（TTV ツェル）は、1976年の設立から単独の卓球クラブで、現在約180人の会員がいる。

### 年中行事
最も重要な祭に数えられるのが、プリエンスバッハ地区中心部で行われる父の日の釣り祭、7月に開催される泉祭と、毎年11月に開催され、国際的なバンドやアーチストが参加して、常に600人以上の聴衆が訪れるインドア・ロックフェスティバル「リメンバー・アワ・ユース・フェスティバル」である。

## 人物

### 出身者
- フリードリヒ・ベニャミン・オジアンダー（ドイツ語版、英語版）（1759年 - 1822年）医師、助産師

### ゆかりの人物
- マルグレート・ホーフハインツ＝デーリング（ドイツ語版、英語版）（1910年 - 1994年）画家、グラフィック作家。1974年から1993年までツェル・ウンター・アイヒェルベルクに住んだ。1990年に記念のセイヨウボダイジュが植樹された。

## 関連図書
- Rudolf Moser, ed (1842). “Zell unter Aichelberg”. Beschreibung des Oberamts Kirchheim. Die Württembergischen Oberamtsbeschreibungen 1824–1886. Band 16. Stuttgart / Tübingen: Cotta’sche Verlagsbuchhandlung. pp. 293–303
- Konrad Theiss (1978). Der Kreis Göppingen. Stuttgart: Konrad Theiss Verlag. ISBN 978-3-8062-0374-5
- Adolf Binder (1985). Geschichte und Geschichten aus Zell am Aichelberg
- Heribert Hummel (1978). Wandmalereien im Kreis Göppingen. Weißenhorn: Anton H. Konrad Verlag. pp. 122-123. ISBN 978-3-87437-150-6